# Żoruchowo
Żoruchowo (deutsch Sorchow, kasch. Żorëchòwò, slowinz. Žʉ̀ɵ̯räχɵvɵ) ist ein Dorf in der polnischen Woiwodschaft Pommern und gehört zur Landgemeinde Główczyce im Powiat Słupski.

## Geographische Lage
Żoruchowo liegt in Hinterpommern,  am linken Ufer der Lupow (Łupawa), 19 Kilometer nordöstlich von Słupsk (Stolp).

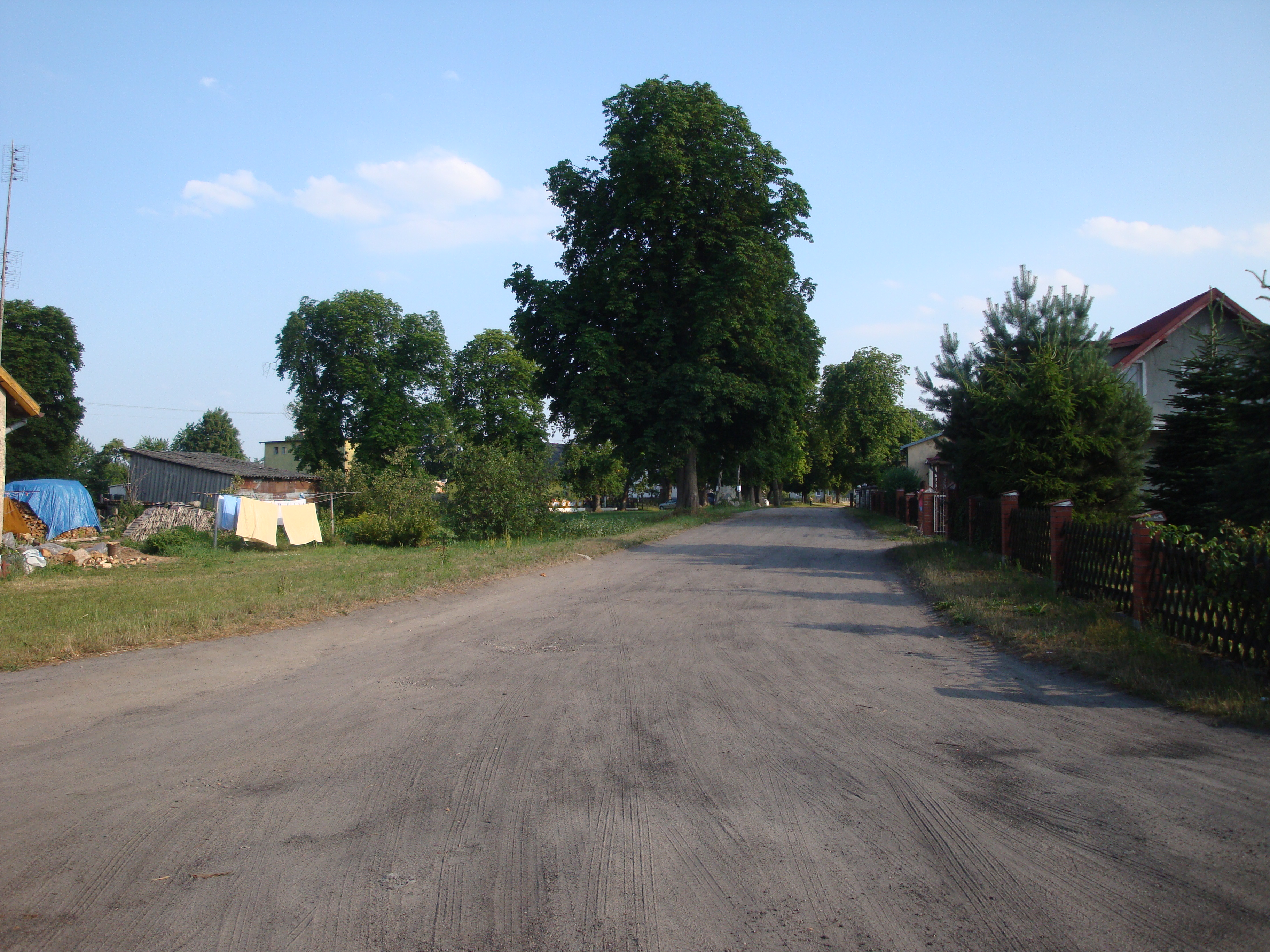
Dorfstraße in Żoruchowo (Sorchow)

## Geschichte
Aus vor- oder frühgeschichtlicher Zeit stammt die Burgwallanlage auf einem Hügelvorsprung am Wiesental zwischen Sorchow und Lankwitz. Sorchow bestand ursprünglich aus drei Teilen: ein Teil war Janitzsches Lehen, die beiden anderen Teile waren  Bandemersches Lehen. Erst 1780 vereinigte Rittmeister Johann Diterich von Janitz das ganze Dorf in seiner Hand.
Um 1784 hatte Sorchow drei Vorwerke, fünf Bauern und sieben Kossäten bei insgesamt 21 Haushaltungen.

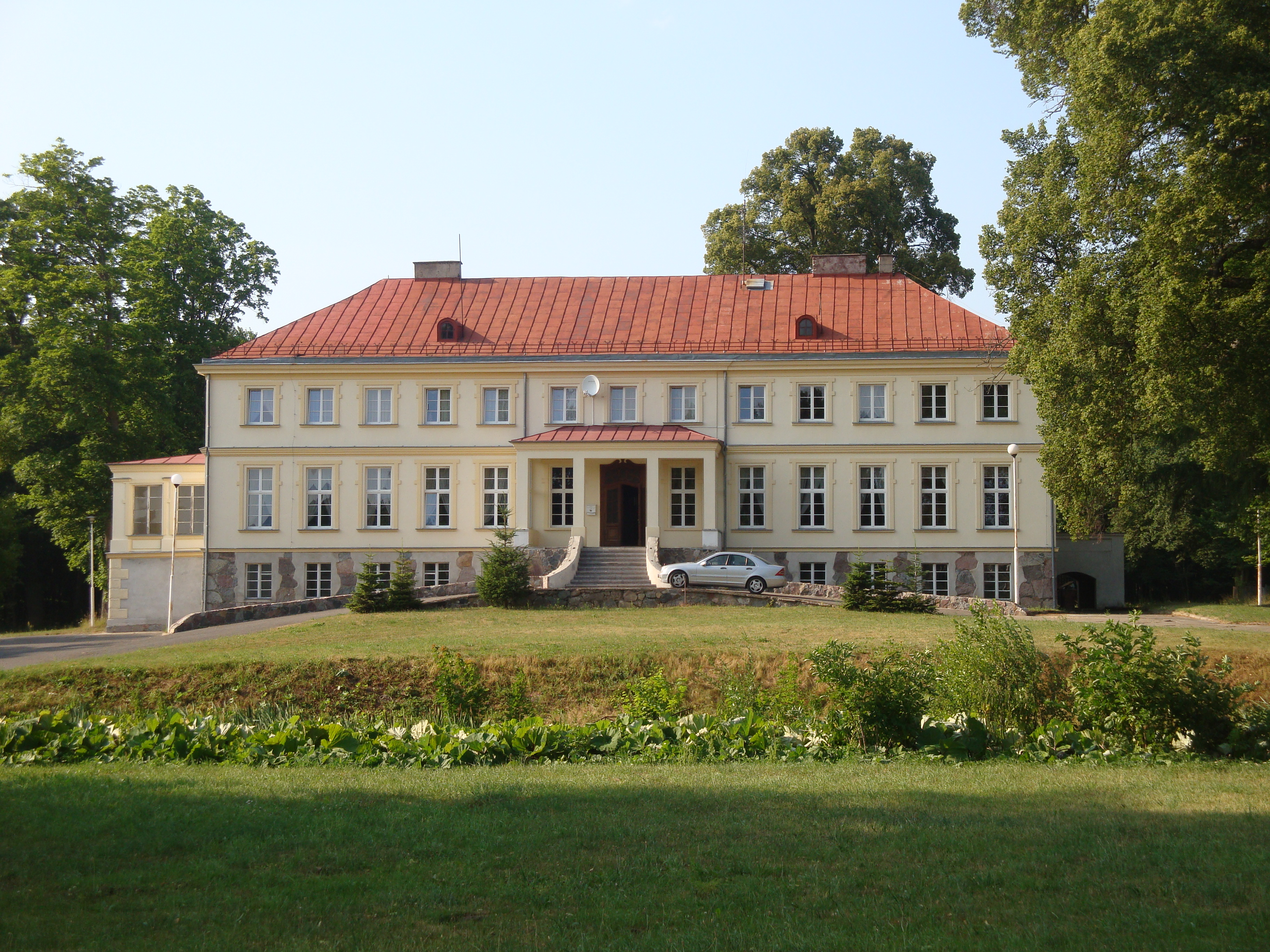
Ehemaliges Gutshaus der Familie von Braunschweig.

Im Jahre 1793 wird ein von Braunschweig aus Kolberg als Besitzer von Sorchow und auch  Brenkenhofsthal und Papsteinthal genannt. Seit 1841 war Philipp von Braunschweig Herr auf Sorchow, das 1855 auf dessen ältesten Sohn Richard überging, der 1884 in Sorchow starb. Sein Sohn Barnim übernahm dann den Besitz, der 1905 an seinen Sohn Egon, den letzten Herrn auf Sochow, kam. Im Jahre 1938 hatte das Rittergut eine Betriebsfläche von 1249 Hektar. Außer dem Gut gab es in Sorchow noch 18 landwirtschaftliche Betriebe.
Im Jahre 1910 waren in Sorchow 404 Einwohner registriert. Ihre Zahl betrug 1933 noch 340 und 1939 lediglich 316.
Bis 1945 gehörte Sorchow zum Landkreis Stolp im Regierungsbezirk Köslin in der preußischen Provinz Pommern.  Zum Gemeindegebiet gehörten die drei Ortsteile Abbau, Barnimshöhe und Privatforsthaus. Sorchow war damals auch Sitz des gleichnamigen Amts- und Standesamtsbezirks, in den außer Sorchow die Gemeinden Lankwitz (heute polnisch: Łękwica), Schojow (Zgojewo), Wendisch Buckow (1938–45 Buchenstein, jetzt Bukowa) und Wendisch Silkow (1938–45 Schwerinshöhe, jetzt Żelkow) eingegliedert waren. Amtsgerichtsbezirk war Stolp.
Am 9. März 1945 besetzten sowjetische Truppen kampflos den Ort. Im Juni 1945 kamen Polen nach Sorchow, die hier eine Verwaltungsstelle einrichteten, nachdem sie alle Häuser und Wohnungen in Besitz genommen hatten. Die Dorfbevölkerung wurde  aufgrund der sogenannten Bierut-Dekrete aus Sorchow vertrieben, die letzten Einwohner mussten am 8. August 1947 den Ort verlassen.  Später wurden in  der Bundesrepublik Deutschland 119 und in der DDR 88 aus Sorchow vertriebene Dorfbewohner ermittelt.
Aus Sorchow wurde das polnische Żoruchowo, das heute zur Gmina Główczyce im Powiat Słupski in der Woiwodschaft Pommern (1975 bis 1998 Woiwodschaft Słupsk) gehört. Hier leben jetzt 574 Menschen.

## Kirche
Die Bevölkerung von Sorchow war bis 1945 fast ausnahmslos evangelischer Konfession. Bis 1899 gehörte das Dorf zum Kirchspiel Groß Garde (heute polnisch: Gardna Wielka), danach zum Pfarrsprengel Wendisch Silkow (1938–45 Schwerinshöhe, polnisch: Żelkowo) im Kirchenkreis Stolp-Altstadt in der Kirchenprovinz Pommern der Kirche der Altpreußischen Union. Letzter deutscher Geistlicher war Pfarrer Fritz Käding.
Seit 1945 sind die Einwohner von Żoruchowo überwiegend katholisch. Der Ort ist jetzt immer noch an Żelkowo (Wendisch Silkow bzw. Schwerinshöhe) angeschlossen, doch ist die dortige Kirche nun Filialkirche in der Pfarrei Wrzeście (Freist), die in das neugebildete Dekanat Główczyce (Glowitz) im Bistum Pelplin der Katholischen Kirche in Polen eingegliedert wurde. Hier lebende evangelische Kirchenglieder gehören jetzt zur Kreuzkirchengemeinde in Słupsk (Stolp) in der Diözese Pommern-Großpolen der Evangelisch-Augsburgischen Kirche in Polen.

## Schule
In der im Jahre 1932 einstufigen Volksschule in Sorchow unterrichtete ein Lehrer 47 Schulkinder. Der letzte deutsche Lehrer war Ernst Spiller, der 1942 gefallen ist.

## Verkehr
Im Nordwesten führt die Woiwodschaftsstraße 213 (Słupsk–Celbowo  (Celbau)) vorbei, die über eine von Barnimiec (Barnimshöhe) kommende Landstraße zu erreichen ist. Ein Bahnanschluss besteht nicht mehr, seit 1945 die Bahnstrecke Stolp-Dargeröse der Stolper Bahnen (Bahnstation: Żelkowo (Wendisch Silkow, 1938–45 Schwerinshöhe), 3 km entfernt) zerstört und demontiert wurde.

## Söhne und Töchter des Ortes
- Curt Topel (1865–1946), Landschaftsmaler, Grafiker und Radierer[4]